# Масаге, Жоан
Жоан Масаге (кат. Joan Massagué, род. 30 апреля 1953, Барселона) — испано-американский онколог. Член Национальных Академии наук (2000) и Медицинской академии (2006) США, сотрудник Мемориального онкологического центра имени Слоуна — Кеттеринга. Признанный многочисленными наградами специалист в области изучения метастаз.

## Биография
В 1978 году получил степень доктора философии по фармации и биохимии в Барселонском университете. Окончил постдокторантуру в Брауновском университете в США в 1982 году, занимался в лаборатории Michael P. Czech. С того же года ассистент-профессор биохимии в медицинской школе Массачусетского университета. С 1989 года работает в Мемориальном онкологическом центре имени Слоуна — Кеттеринга как заведующий программой клеточной биологии и с 2003 года первый глава программы биологии и генетики рака, с 2014 года директор Института Слоуна — Кеттеринга этого центра. Одновременно преподаёт в Weill Cornell Graduate School of Medical Sciences и с 1989?90 года также исследователь Howard Hughes Medical Institute.
Член Американской академии искусств и наук (1999) и фелло AACR Academy (2016), член Испанских королевских академий медицины и фармации, а также EMBO.
Автор более 340 публикаций в ведущих научных журналах.

## Награды и отличия
- Research Award Хуана Карлоса I (1993)
- Золотая медаль Испанского общества биохимии и молекулярной биологии (2003)
- Премия принца Астурийского (2004)
- Premio Lección Conmemorativa Jiménez Díaz[исп.] (2005)
- Vilcek Prize[англ.] (2006)
- Passano Laureate[англ.] (2007)
- Thomson Reuters Citation Laureate (2007)
- BBVA Foundation Frontiers of Knowledge Award (2008)
- AACR Distinguished Lectureship in Breast Cancer Research (2008)
- AACR-G.H.A. Clowes Memorial Award (2009)
- Feodor Lynen Medal (2010)
- Innovator Award, министерство обороны США (2011)
- Robert J. and Claire Pasarow Foundation Medical Research Award[англ.] (2012)
- Italian American Cancer Foundation Prize (2013)
- Национальная научная премия по биологии Испании (2014)
- Charles Rodolphe Brupbacher Preis[нем.] одноименного фонда (2015)
- Pezcoller Foundation-AACR International Award for Cancer Research (2016)